# Fergal O’Brien
Fergal O’Brien (n. 8 martie 1972), este un jucător irlandez profesionist de snooker.